# سوکاسا فوجیموتو
تسوکاسا فوجیموتو (藤本 つかさ Fujimoto Tsukasa, born July 30, 1983) کشتی‌گیر و بازیگر حرفه ای ژاپنی است، که در حال حاضر برای روبان یخی (Ice Ribbon،) کشتی می‌گیرد، جایی که او همچنین در پشت صحنه به عنوان مربی مربی فعالیت می‌کند.
او در حال حاضر در مقام سوم به عنوان قهرمان مثلث روبان قرار دارد، در حالی که ۶ بار قهرمانی ICE×∞ Champion، شش بار International Ribbon Tag Team Champion و دو بار قهرمانی (IW19) در اختیار دراد. فوجیموتو چندین رکورد را در Ice Ribbon در اختیار دارد، که از جمله آنها می‌توان بیشترین دوره قهرمانی را نام برد.
فوجیموتو همچنین در مسابقات JWP Joshi Puroresu نیز حضور پیدا کرده‌است. او جانشین منامی تویوتا است که نام مستعار «فرشته پرواز» بر او نهادند و در سال ۲۰۱۷ به دوران حرفه‌ای خود در کشتی پایان داد. فوجیموتو همچنین در مسابقه پایانی خود تویوتا را شکست داد.

## اوایل زندگی
فوجیموتو در ریفو، میاگی متولد شد، اما دوران جوانی خود را بین میاگی، توکیو، یاماگاتا و یونه‌زاوا، یاماگاتا به دلیل کار پدرش، گذرانده‌است و به همین دلیل دوران مدرسه ابتدایش را در چهار مدرسه متفاوت سپری کرده‌است. پس از فارغ‌التحصیل شدن در دانشگاه توهوکو فوکوشی، فوجیموتو زندگی حرفه ای خود را به عنوان یک بازیگر آغاز کرد، که مهمترین آنها حضور در مجموعه تلویزیونی Mususle Venus بوده‌است. وی از لحاظ ورزشی در رشته‌های چون، فوتبال، بسکتبال و دو و میدانی سابقه ورزشی دارد و از سال ۲۰۰۷ به‌طور مرتب در تیم مشهور نانکاتسو شوترز (Nankatsu Shooters) فوتسال بازی می‌کند. در سال ۲۰۰۸، گروه Muscle Venus، به استثنای کوزوکی و ناتسومه، در فیلمی با عنوان Three Count، با موضوع دنیای کشتی حرفه ای و همچنین بازیگران کشتی‌گیر حرفه ای مانند، ایمی ساکارا، کیوکو اینو و یوشیکو تامورا بازیگر شدندحضور یافت. به عنوان بخشی از نقش‌هایشان، همه اعضا آموزش کشتی‌گیری حرفه ای را زیر نظر ایمی ساکارا در روبان یخ گذراندند.

## کشتی حرفه ای

### روبان یخی (۲۰۰۸ - در حال حاضر)
فوجیموتو در ۲۳ اوت ۲۰۰۸ اولین بردش را برای روبان یخی به دست آورد و هارونا آکاجی را شکست داد. سال بعد، فوجیموتو تیم برچسب "Muscle Venus" را با "هیکارو شیدا" تشکیل داد، نامی که ادای احترامی بود به سریال تلویزیونی که این دو با هم بازی کرده بودند. در تاریخ ۲۷ ژوئن، فوجیموتو در مسابقه برگشت ماکوتو را شکست داد تا به عنوان قهرمان شماره یک ICE 60 دست یابد، اما در ۱۱ ژوئیه توسط قهرمان مدافع کیاوکو ایشیکی مغلوب شد. فوجیموتو در ۳۰ اکتبر دوباره در این رقابت حضورت پیدا کرد اما دوباره توسط ایمی ساکورا شکست خورد.

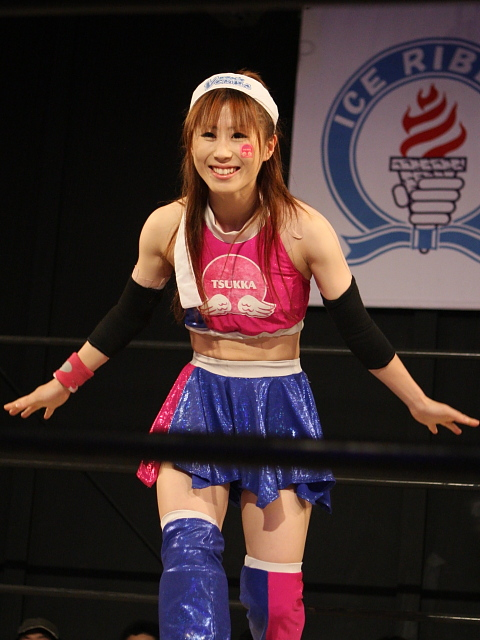
فوجیموتو در ژوئیه ۲۰۱۰